# Fetch
Em programação, Fetch é um comando em assembly que carrega o registo de instrução da CPU com a palavra endereçada pelo apontador de instrução.